# جوزف استاین
جوزف استاین (انگلیسی: Joseph Stein؛ ۳۰ مه ۱۹۱۲ – ۲۴ اکتبر ۲۰۱۰) مؤلف، نویسنده و نمایشنامه‌نویس اهل ایالات متحده آمریکا بود.
از نمایش‌نامه‌های موزیکالی که وی در آن‌ها نقش داشته است، می‌توان به ویولن‌زن روی بام اشاره نمود.